# 科尔西耶
科尔西耶（法語：Corsier）是瑞士日内瓦州的一个镇，位于日内瓦市区东北方，莱芒湖左岸。
截至2009年底，科尔西耶共有居民1814人。

## 外部連結
- （法文）科尔西耶官方网站 （页面存档备份，存于）